# Ikuma Dan
Ikuma Dan (jap. 團 伊玖磨  Dan Ikuma; ur. 7 kwietnia 1924 w Tokio, zm. 17 maja 2001 w Suzhou) – japoński kompozytor.

## Życiorys
Studiował w latach 1942–1944 oraz 1945–1946 w Akademii Muzycznej w Tokio. W latach 1944–1945 uczęszczał do wojskowej szkoły orkiestrowej. Jego nauczycielami byli Kan’ichi Shimofusa, Kunihiko Hashimoto oraz Saburō Moroi. Po ukończeniu studiów podjął pracę w publicznym radiu i telewizji (Nippon Hōsō Kyōkai). Od 1947 do 1950 roku wykładał kompozycję w Akademii Muzycznej w Tokio. Debiutował w 1950 roku I Symfonią, dwa lata później wystawił natomiast operę Yūzuru, która cieszyła się znaczną popularnością na scenach japońskich oraz europejskich i amerykańskich. W 1953 roku wspólnie z Toshirō Mayuzumim oraz Yasushim Akutagawą założył grupę kompozytorską Sannin no kai.
Tworzył muzykę diatoniczną. Skomponował m.in. pięć oper, kantatę chóralną Kaze ni ikiru na baryton, chór i orkiestrę (1964), pieśni, pięć symfonii, kwartet smyczkowy (1948). Uprawiał publicystykę muzyczną. Napisał również ścieżki dźwiękowe do ponad 20 filmów.
W 1999 roku uhonorowano go tytułem zasłużonego dla kultury.